# Joakim Larsson (handbollsspelare)

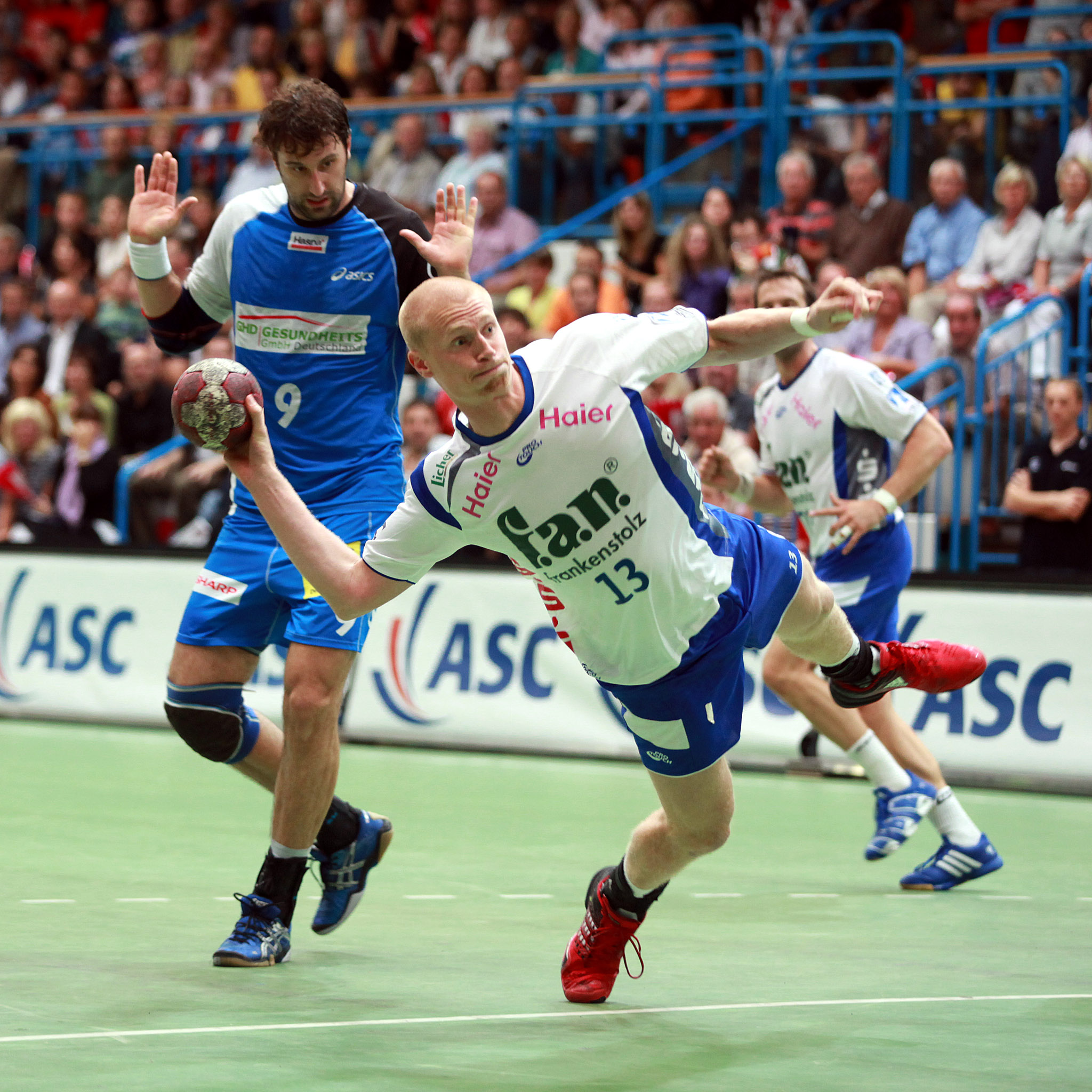
Joakim Larsson i TV Großwallstadt 2009.

Lars Joakim Larsson, född 7 januari 1984 i Skövde, är en svensk handbollsspelare.

## Karriär
Joakim Larssons började spelar handboll i HP Skövde 90. Han har även spelat med HK Country och  spelade för IFK Skövde 2001-2008.Han var då med om att vinna EHF Challange cup 2004. Vidare tog han ett SM-silbver med Skövde 2005.
Till säsongen 2008/2009 blev han proffs i TV Großwallstadt i tyska Bundesliga.2013 efter fem år lämnade han Grosswallstadt som ramlat ur ligan för Vfl Gummersbach. 2017 lämnade han GWD Minden efter två år i klubben i bundesliga. Joakim Larsson hade då spelat i 9 år i bundesliga.Till säsongen 2017/2018 återvände Larsson från Tyskland till Sverige, till Partillelaget IK Sävehof. Han spelade för IK Sävehof i två år och andra året slutade med SM-guld. Han valde efter detta att återvända till IFK Skövde.
Totalt har han gjort 26 landskamper med Sveriges U21-landslag. Joakim Larsson har inte spelat  i A-landslaget.

## Meriter
- Guld i Challange Cup 2004 med IFK Skövde
- SM-silver med IFK Skövde 2005

- SM-guld med IK Sävehof 2019[7]